# Mesa County
Mesa County är ett administrativt område i delstaten Colorado, USA, med 146 723 invånare. Den administrativa huvudorten (county seat) är Grand Junction. 
Colorado nationalmonument ligger i countyt.

## Geografi
Enligt United States Census Bureau så har countyt en total area på 8 653 km². 
8 619 km² av den arean är land och 35 km² är vatten. 

### Angränsande countyn
- Garfield County, Colorado - nord
- Pitkin County, Colorado - öst
- Gunnison County, Colorado - öst
- Delta County, Colorado - sydöst
- Montrose County, Colorado - syd
- Grand County, Utah - väst